# إيفا ديمسكي
إيفا ديمسكي (بالألمانية: Eva Demski)‏ (Eva Demski) (ريغنسبورغ، 12 مايو 1944) كاتبة روائية وقصصية ألمانية.

## حياتها
ولدت إيفا ديمسكي في مدينة ريغنسبورغ لأب يعمل مصمم مناظر في المسارح. قضت طفولتها في ريغنسبورغ ثم في فيسبادن وفرانكفورت. درست بين عامي 1964 و 1968 اللغة الألمانية وآدابها وتاريخ الفن والفلسفة في جامعتي ماينتس وفرايبورغ في منطقة برايسجاوْ.
ثم عملت مستشارة أدبية في المسارح المحلية في مدينة فرانكفورت الواقعة على نهر الماين, وعملت بجانب ذلك أيضا مراجعة ومترجمة في العديد من دور النشر. وبين عامي 1969 و 1977 عملت مساعدة في إذاعة هسن.
تزوجت عام 1967 من المحامي راينر ديمسكي وظلت متزوجة به حتى وفاته في عام 1974. تفرغت للكتابة في عام 1977 وأقامت في مدينة فرانكفوت الواقعة على نهر الماين. وقد ألقت العديد من المحاضرات عن الشعر في عامي 1998 و 1999 في جامعة فرانكفورت.
ظلت إيفا ديمسكي عضوا في مركز بن P.E.N. في جمهورية ألمانيا الاتحادية حتى خروجها منه في عام 1996, بسبب موقفها من توحيد مركز بن.P.E.N الشرقي الذي ظل قائما بعد توحيد الألمانيتين الشرقية والغربية, ومركز بن.P.E.N الغربي في ألمانيا الاتحادية.
وقد حصلت على العديد من الجوائز منها: الجائزة الثقافية من مدينة ريغنسبورغ في عام 1987, ولوح جوته التذكاري من مدينة فرانكفورت في عام 1990, وكذلك لوح جوته التذكاري من ولاية هسن في عام 2004.

## من أعمالها
- الطفل الذهبي 1979 (رواية)
- الكرنفال 1981 (رواية)
- موت صوري 1984 (رواية)
- في الطريق 1988
- أفرا 1992 (رواية)
- الأرض والبشر 1994 (مقالات وقصص)
- بيت المجانين 1997 (رواية)
- عن الحب والثروة والموت والزينة 2004 (مقالات)
- قرية التوائم 2006 (رواية)

## روابط خارجية
- إيفا ديمسكي على موقع IMDb (الإنجليزية)
- إيفا ديمسكي على موقع مونزينجر (الألمانية)
- إيفا ديمسكي على موقع ميوزك برينز (الإنجليزية)